# اروین مک‌داول
اروین مک‌داول (انگلیسی: Irvin McDowell؛ ۱۵ اکتبر ۱۸۱۸ – ۴ مهٔ ۱۸۸۵) یک فرد نظامی اهل ایالات متحده آمریکا و متولد کلمبوس، اوهایو بود. در نخستین نبرد بول ران که اولین جنگ بزرگ از سری جنگ‌های داخلی آمریکا بود شکست را پذیرا شد و به واسطه همین موضوع شناخته شده است. در سال ۱۸۶۲ او به فرماندهی ارتش پوتوماک منصوب گردید. مک‌داول، نبردی را علیه نیروهای استون‌وال جکسن در زمان شکل‌گیری کمپین والی به سال ۱۸۶۲ انجام داد که ناموفق بود. وی به دلیل اتخاذ تدابیر نامناسب در زمان دومین نبرد بول ران در ماه اوت که منجر به شکست نیروهای ایالات متحده گردید، متهم و سرزنش گردید.